# Musone (Marche)
Il Musone è un fiume a carattere torrentizio che scorre nelle Marche, in Italia.
Il suo nome latino era Misco; nel Medioevo e nel Rinascimento il tratto del fiume presso la confluenza dell'Aspio era il confine tra la Repubblica di Ancona e la Marca Fermana. 
Lungo l'alveo della pianura costiera sono stati eretti argini artificiali, mentre più a monte numerose sono le opere a difesa della sponda. Con la realizzazione nella porzione montana del bacino dell'invaso di Castreccioni, il cui sbarramento è sito al ponte della Petrella (Cingoli), l'idrografia originaria è stata altamente modificata.

## Percorso
Il Musone nasce nel comune di Gagliole, a circa 775 m s.l.m. di quota dalla confluenza di due valloni, uno con origine tra il Monte Lavacelli e il Monte Marzolare, l'altro tra i Prati di Gagliole e Campo della Bisaccia sulle pendici del Monte Canfaito e altri rilievi orientati in direzione appenninica (NNO-SSE) che appartengono alla dorsale marchigiana.
Il corso del Musone può essere distinto in tre tratti, procedendo da monte verso il mare:
- dalla sorgente a Valcarecce, l'alveo è irregolare ed incide direttamente le rocce carbonatiche per ampi tratti fino circa a valle della diga di Castreccioni. in alcuni casi esso è scavato nei depositi alluvionali caratterizzati ovunque da spessori assai limitati;
- da Valcarecce a S.Vittore di Cingoli è meandriforme, con meandri incassati nelle alluvioni e caratterizzati da evoluzione molto lenta;
- da S.Vittore di Cingoli alla foce si alternano tratti irregolari a tratti rettilinei. Soltanto in un breve tratto a valle della località Passatempo (Osimo) l'alveo si presenta anastomizzato.
Sfocia nel mare Adriatico segnando il confine tra i comuni di Porto Recanati (MC) e Numana (AN).

La foce del Musone è stata fatta confluire in quella dell'Aspio probabilmente nella metà del XVI secolo (nella Carta della Marca di Ancona del 1564 la confluenza è già indicata) soprattutto per la presenza degli stagni e delle paludi che rendevano l'aria insalubre.

### Affluenti
I principali affluenti in sinistra idrografica sono: il torrente Acqualta, il fosso Umbricara ed il fiume Aspio; mentre in destra idrografica risultano: il rio Troscione, il torrente Fiumicello ed il fosso di Rivo.

## Inquinamento
Il fiume Musone è un corso d'acqua particolarmente inquinato. In varie località di misurazione l'indice SACA (stato ambientale dei corsi d'acqua) dava un valore sufficiente, che peggiorava sino al valore pessimo registrato presso la foce in Adriatico.